# پاولیس آیلند (کارولینای جنوبی)
پاولیس آیلند(به انگلیسی: Pawleys Island) شهری در ایالت کارولینای جنوبی کشور ایالات متحده آمریکا است که جمعیت آن در سرشماری سال ۲۰۱۰ میلادی، ۱۰۳ نفر بوده‌است.